# 국유화

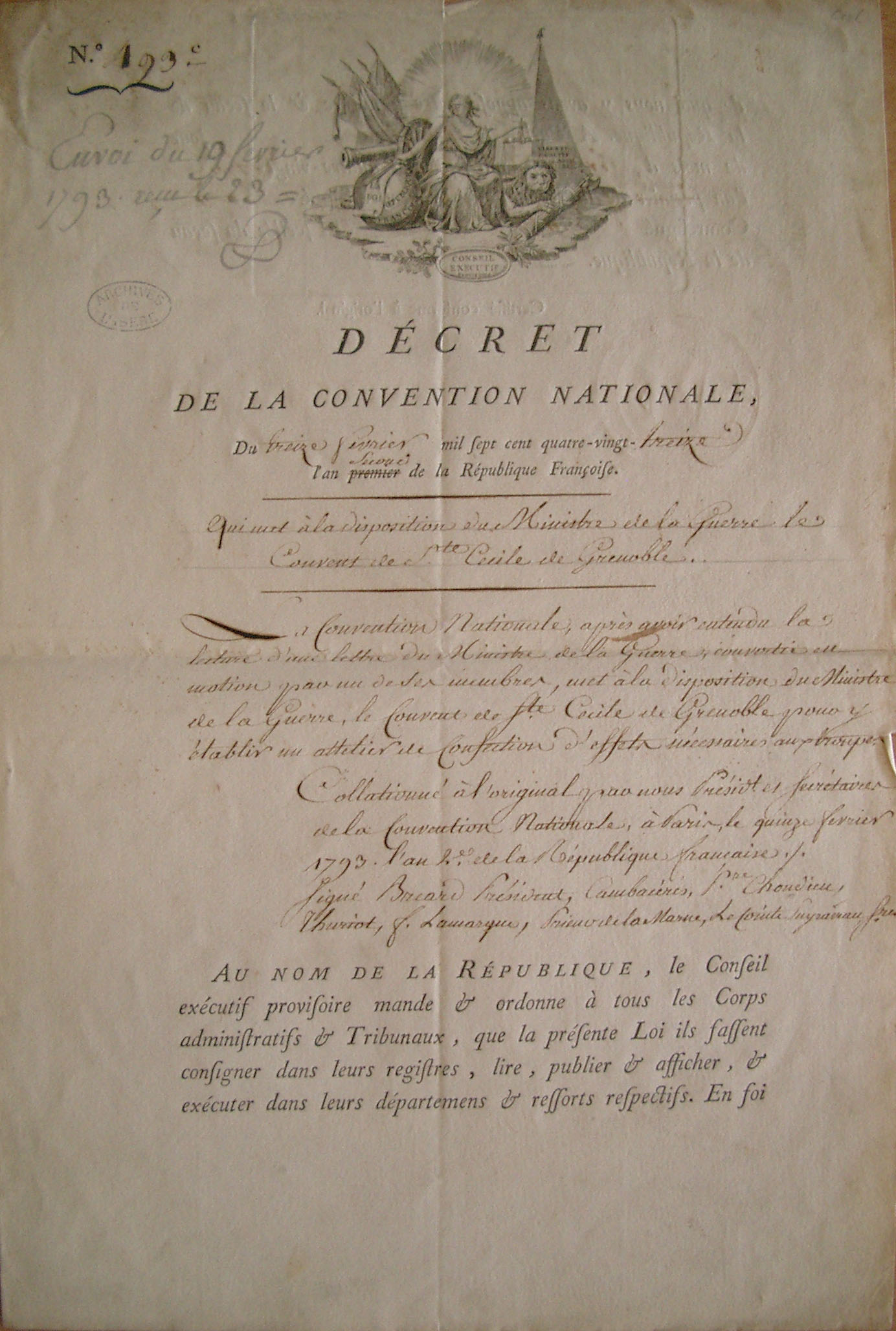

국유화(國有化, 영어: nationalization, nationalisation) 혹은 공유화(公有化)는 사유재산, 공유재산을 국유재산으로 전환하는 것 또는 그 과정을 말한다. 즉, 일반인, 법인, 단체의 재산을 국가의 것으로 하는 것을 말한다. 국유화는 그 나라의 국내법이 규율하고 국제 관계에 걸친 국유화는 국제법이 규율한다.
국유화의 반대 개념은 민영화로 이해된다. 국유 재산이 사유화되었을 경우를 민영화라고 지칭하며, 민간 재산이 국유 재산이 되었을 경우를 국유화라고 칭한다. 국유화의 대상은 여러 가지가 있으며, 대표적으로, 광업, 언론, 은행, 전력, 통신, 철도 그리고 항공이 있다.
국유화는 이전 민간 소유자에 대한 정당한 보상 여부와 무관하게 진행될 수 있다. 국유화는 정부가 해당 재산에 대한 통제권을 확립한다는 점에서 재산의 분배와 다르게 취급된다. 일부 국유화는 불법적으로 취득한 민간 재산을 징벌적 의미에서 정부가 압류할 때 발생하기도 한다. 예를 들어, 1945년 프랑스는 르노 자동차를 나치 협력 등을 이유로 하여 국유 재산으로 강제 압류하였다.
한편으로 국유화는 사회주의 경제 기반을 이루는 가장 기초적인 개념으로 평가받는다. 1917년 11월에 정권을 잡은 러시아의 공산주의자들은 적지 않은 민간 기업을 국유 기업으로 흡수하였으며, 특히, 1928년에 대대적인 국유화를 재차 실시하여 거의 모든 기업을 국영 재산으로 흡수하였다. 이러한 의미에서 국유화는 경제의 조직 구조, 제도, 심지어 경영 방식까지 변혁하는 과정으로도 이해되며, 대표적으로는 사회주의로의 변혁 과정으로 설명된다. 이 과정에서 국유화의 대상은 단순히 기반 시설에 관련된 재산만 아닌, 국가 내에서 경쟁력이 있는 상품을 생산하는 주요 기업까지 확대된다. 그러나, 국유화 자체는 사회주의 정부가 등장하기 전부터 생겨난 개념이기에 사회주의와 반드시 연계된 개념이라고 할 수 없다.
세계 경제사에서 국유화는 경제 약소국, 개발도상국의 성장에 일정 기여하였다. 제국주의를 통한 초과 착취에 기반하여 자본을 선점한 미국, 서유럽, 일본 등과 달리, 자본 규모가 낮은 개발도상국 특성상 산업 자본을 실질적으로 통제하여 파이를 키울 수 있는 유일한 방식이 국유화였기 때문이다. 제2차 세계 대전 이후 국유화를 통해 성장한 비(非)공산권 나라로는 대한민국, 말레이시아, 리비아, 싱가폴, 아르헨티나, 이란, 이집트 등이 존재한다.

## 국유 재산과 보상
국유화의 결과를 통해 생겨나는 재산의 형태는 국유 재산으로, 토지와 법인 등 수많은 요소를 포괄하고 있다. 국영 재산, 특히 국영 기업은 국가의 소유이기에 정부는 해당 기업의 모든 부채를 충당할 책임이 있다.
국유화를 통해 국유 재산이 되는 과정에서, 원 소유자에게 금전적 보상을 하는 과정 및 행위를 보상(compensation)이라고 한다. 몇 가지 특별한 경우를 제외하면, 보상은 시장 경제를 원리로 하고 있는 자본주의 국가에서 일반적으로 국가가 지켜야 할 원칙이다. 이러한 보상의 원칙이 보편적인 것으로 되어야 한다고 주장한 대표적인 법학자로는 카를로스 칼보가 있는데, 보상의 원칙을 명시한 독트린인 칼보 독트린(Calvo Doctrine)은 이 학자의 이름을 딴 것이다.
반면, 마르크스주의 경제학자들은 사유 재산의 형성 자체가 타인에 대한 착취를 정당화하는 것으로 이해하고 있기에 보상의 원칙을 거부하며, 그 어떠한 보상이 없이 재산이 국유화되어야 함을 강조한다. 이러한 경우 모든 재산에 대한 무상몰수라고 한다.
1962년 UN은 〈국가 자원에서 선행되는 영구적 주권에 관한 결의안〉을 통해 국유화 과정에서 해당 재산의 민간 소유자에 대한 적절한 보상이 이루어져야 함을 명시하였다.

## 기업 회생의 수단으로서 국유화
시장 경제와 자본주의 경제 원리를 받아들인 대부분의 국가에서 국유화는 기업 도산을 막기 위해 실시된다. 그 주요한 방식은, 해당 기업에서 정부가 차지하는 주식을 통해 긴급 수용을 결정하고, 이후 정부 자금을 통해 기업 자본을 회생하는 방식이다. 정부 자금을 통해 회생된 기업은 이후 다시 민영화 과정을 거쳐서 민간 자본에 매각된다.

## 공산국가
공산국가에서 국유화는 사회주의 경제 조직의 세포를 이룬다.
러시아 10월 혁명을 주도한 볼셰비키당은 “약탈자를 약탈하라!”(грабь награбленное!)라는 구호를 내걸었고, 그 구체적 방법으로 대대적인 국유화를 실시하였다. 이 시기 사회간접자본은 물론이고, 주요 기업, 농촌의 소기업, 토지, 유통업 등 적지 않은 분야가 국유화되었다. 이 과정에서 본래의 민간 소유자는 정당한 보상을 받지 못 하였는데, 이러한 과정을 경제학에서 무상몰수(無償沒收) 또는 무상수용(無償收用, expropriation and no compensation)이라고 한다.
20세기의 역사에서 등장한 수많은 공산국가는 모두 예외가 없이 무상몰수를 수반한 대대적 국유화 과정을 거쳤으며, 그 대상은 매우 광범위하였다.
공산국가에서 국유화는 단순히 특정 기업의 자본에 대한 국가 소유가 아닌, 근로자, 지역 공동체, 지역 집행위원회, 각급 당세포의 다중적인 통제와 지도, 그리고 피드백을 받는 형태로 이루어진다. 따라서, 자본주의 사회에서 실시되는 국유화와 사회주의 사회에서 실시되는 국유화는 본질적인 차이점을 갖고 있다.
중화인민공화국은 1981년에 경제 분야에서 대대적인 개혁개방 조치를 실시하였고, 1989년에는 지방의 국유 생산 조직은 인민공사를 해체하면서 경제 분야에서 부분적인 민영화를 추진하였다. 그러나, 중화인민공화국은 현재도 국영기업에 기초한 산업 발전을 지향한다. 2019년 기준으로 중화인민공화국의 20대 기업 중 12개 기업이 국영기업이며, 2018년 기준으로 세계 500대 기업에 들어간 98개 중화인민공화국 기업 중 약 90%가 국영기업이다. 조선민주주의인민공화국 역시 2016년 기준으로 기업 비중의 95% 이상이 국영기업이다. 이를 통해 국영기업을 통한 산업집산화는 공산국가의 원칙적인 경제 운영 방식이자, 일반적인 운영 원리라고 할 수 있다.

## 경제적 효과
국유화는 긍정적인 영향과 부정적인 영향을 동시에 갖고 있다.

### 장점
이론적으로 국유화는 국가가 산업 자본을 일원적으로 운용하여 경제적 이기주의를 극복하고, 전체 경제 발전에 매진하게 할 수 있다는 점, 생산 및 가계의 경제적 활동에 필요한 비용 감면 효과가 크다는 점, 그리고 외부의 공격적인 투자를 막아낼 수 있다는 점에서 선호되기도 한다. 부차적으로는 기업 운영에서 노동자의 생활 수준을 쉽고 빠르게 개선할 수 있고, 동시에 국유화의 정도가 일정 수준에 다다르면, 소득 재분배에도 매우 탁월하며, 경영상 위험 요인을 쉽게 제어할 수 있다는 점에서 이론적 장점으로 꼽힌다.
자본의 규모가 한정적이라서 시장 원리에 따른 민간 투자로 개별 기업의 생존이 확보되지 않을 때 국유화는 강력한 해결책으로 기능할 수 있다. 국가의 경제를 담당하는 주요 기업들에 대한 국유화는 단일 주주인 정부의 통일적인 경제 운용을 가능하게 하고, 규모의 경제에서 매우 유리한 지점을 선점할 수 있다. 그리하여 외부의 경쟁자에 대항할 때 자본 경쟁력 차원에서 유리한 위치를 점할 수 있는 것이다.
2018년 스탠퍼드 대학교의 한 연구는 국영 기업이 경제적 생산성 증대에 더욱 효과적이라는 결과를 내놓았다. 2018년 그리니치 대학교의 연구에 따르면, 기타 사회 기반 시설에 관한 국유화는 민영화보다 더 높은 수준의 경제적 시너지 효과를 일으킬 수 있으며, 매년 130억 파운드의 예산도 절약할 수 있다는 결과를 내놓았다.

### 단점
국유화의 단점을 지적하는 이론적 설명도 또한 존재한다. 이러한 이론적 설명에 따르면, 국유화는 기업의 관료주의적 비효율성을 누적되게 할 수 있으며, 이로 인해 방만 경영이 범람하게 될 수 있다는 점을 강조한다. 국영 기업은 정부의 정치적 목적에 의해 운영될 수도 있으며, 이는 대규모 ‘경제 실패’를 야기할 수 있는 치명적인 단점으로 이어진다.
일부 재정 연구 기관은 국영 기업의 증가가 국가 부채를 증가시키는 요인이 될 수 있다고 지적한다. 그리고 이는 특정 부문에 대한 부정적인 인플레이션을 유발하는 원인이 된다. 또한, 기후 변화 요건에 알맞는 기업 구조 개편에 악영향을 준다는 보고서도 존재한다.

## 같이 보기
- 계획 경제
- 국방물자생산법
- 국유재산
- 몰수
- 사회간접자본
- 소비에트 연방의 제1차 경제 개발 5개년 계획
- 수에즈 운하
- 중앙은행
- 집산주의
- 철강업